# Creugas cinnamius
Creugas cinnamius är en spindelart som först beskrevs av Simon 1888.  Creugas cinnamius ingår i släktet Creugas och familjen flinkspindlar. Inga underarter finns listade i Catalogue of Life.